# پونتا یاور
پونتا یاور (به اسپانیایی: Punta Yavre) یک کوه در بولیوی است که در شهرستان لاپاز (بولیوی) واقع شده‌است. پونتا یاور ۴٬۶۰۰ متر بالاتر از سطح دریا واقع شده‌است.